# Stade Pershing
Das Stade Général John Joseph Pershing war ein Fußballstadion mit Leichtathletikanlage im Bois de Vincennes der französischen Hauptstadt Paris. In den 1920er Jahren fanden dort bedeutende Wettkämpfe statt.

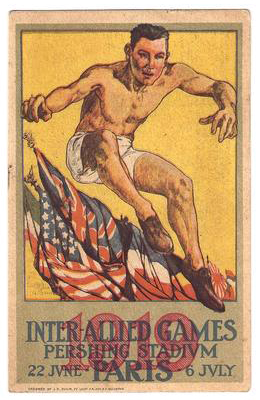
Ein Werbeplakat für die Interallierten Spiele

Das Stade Pershing wurde im Juni 1919 eröffnet. Es war von der US-amerikanischen Armee in Zusammenarbeit mit dem YMCA gebaut worden. Sein Namenspatron, der General John J. Pershing, Kommandeur des US-amerikanischen Expeditionskorps 1917/18, hatte den Bau als ein „Geschenk an das verbündete französische Volk“ veranlasst. Die auf aufgeschütteten Erdwällen angelegten Zuschauerränge waren in umlaufenden, befestigten Stufen ausgeführt, auf denen die Besucher sitzen oder stehen konnten. Der Zugang wurde durch mehrere Tunnels auf Geländeniveau ermöglicht, von denen aus man innen auf die Wälle gelangen konnte. Eine Tribüne erhielt bereits während der Bauphase eine Überdachung. Das Stadion besaß eine Kapazität von 29.000 Plätzen und war damit zeitweilig das größte Stadion Frankreichs. Der Ausbau des Stade de Colombes zum Stade Olympique Yves-du-Manoir im benachbarten Colombes (1924) und des Pariser Parc des Princes (1932) liefen ihm jedoch diesen Rang bald ab.
Im Sommer 1919 fanden dort die Jeux inter-alliés bzw. Inter-allied games statt, ein internationaler Sportwettbewerb der Siegerstaaten des Ersten Weltkrieges. Von 1921 bis 1924 wurden im Stade Pershing die Endspiele des Französischen Fußballpokals ausgetragen. Auch die Französische Fußballnationalmannschaft bestritt dort zwischen 1921 und 1926 sieben Länderspiele. Bei Frankreichs noch heute als „historisch“ geltendem 2:1-Sieg über das „Mutterland des Fußballs“ am 5. Mai 1921 – Napoléons 100. Todestag – drängten sich 30.000 oder 35.000 Zuschauer; Tausende standen unmittelbar am Spielfeldrand und teilweise auch auf dem Rasen. Der französische Fußballverband erzielte dabei die damalige Rekordeinnahme von 110.000 Francs. In ihrer Ausgabe vom 7. Mai forderte daraufhin die Zeitschrift L’Auto, der Vorgänger von L’Équipe: „Das Stade Pershing ist schon zu klein geworden! Wann bekommen wir ein Stadion, das 50.000 Zuschauer zu fassen vermag?“
Am 20. August 1922 wurden dort die ersten Frauen-Weltspiele ausgetragen; damals wurden an einem einzigen Tag achtzehn Leichtathletik-Weltrekorde aufgestellt. Das Stadion war des Weiteren Schauplatz von vier Begegnungen des olympischen Fußballturniers 1924. Am 31. Dezember 1933 fand dort die erste Partie Dreizehner-Rugby auf französischem Boden statt; der konkurrierende Verband sperrte das Stadion daraufhin im Januar 1934 für Fünfzehner-Rugby-Spiele. Als erste große Veranstaltung, an der sich Sozialdemokraten wie Kommunisten beteiligten, fand im Stade Pershing im August 1934 ein internationales Arbeitersportlertreffen statt, in dessen Rahmen ein als Arbeiterfußball-Weltmeisterschaft deklariertes Turnier ausgetragen wurde, das sich als Gegenveranstaltung zur Weltmeisterschaft im faschistischen Italien verstand.
Ab 1960 wurde das Stade Pershing zurückgebaut. Seitdem befindet sich dort eine Sportanlage, die ein Fußballfeld mit sechs Laufbahnen, ein Basketballfeld, ein Volleyballfeld, zwei Handballfelder, zwei Baseballfelder und ein Softballfeld umfasst.

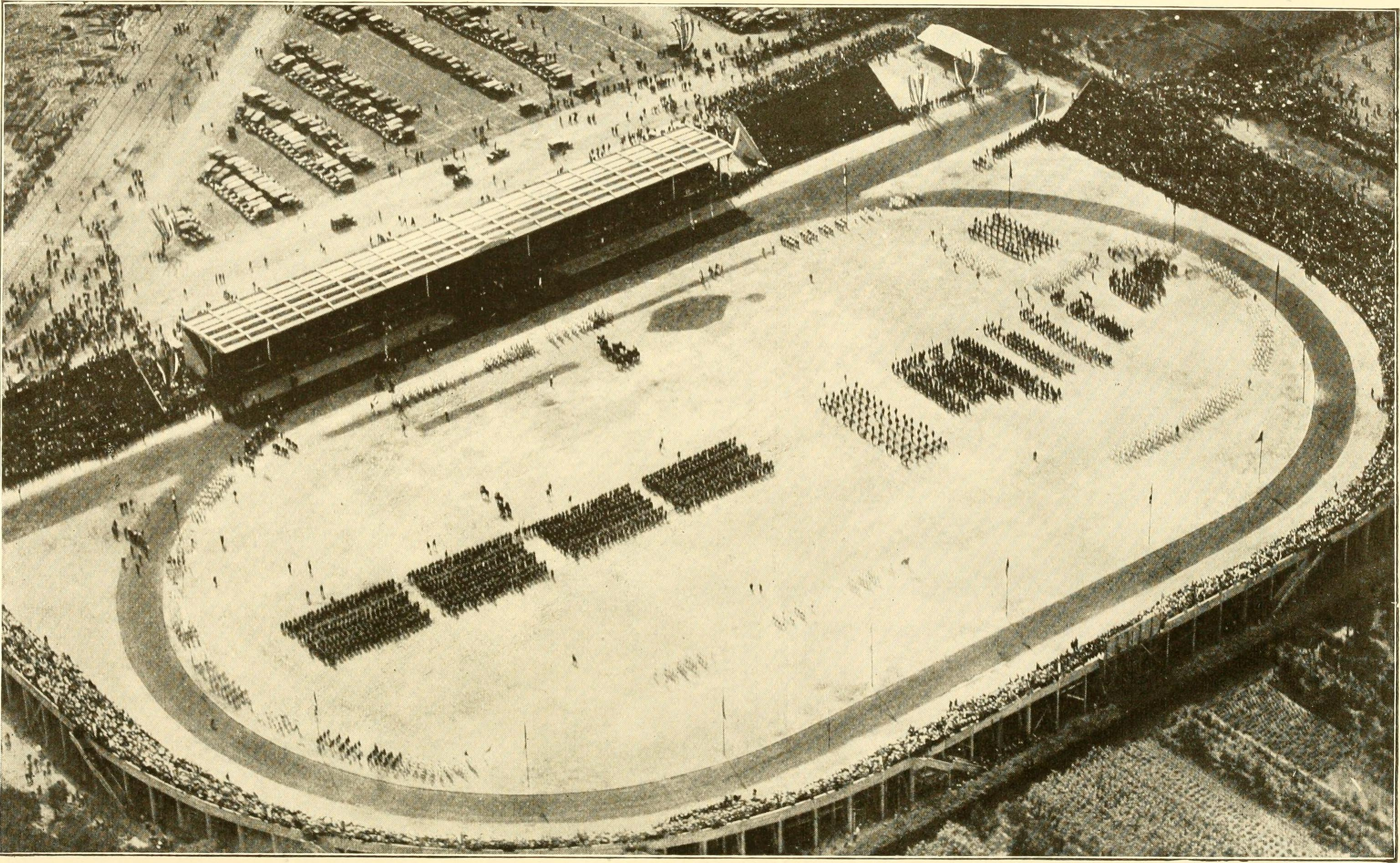
Luftaufnahme
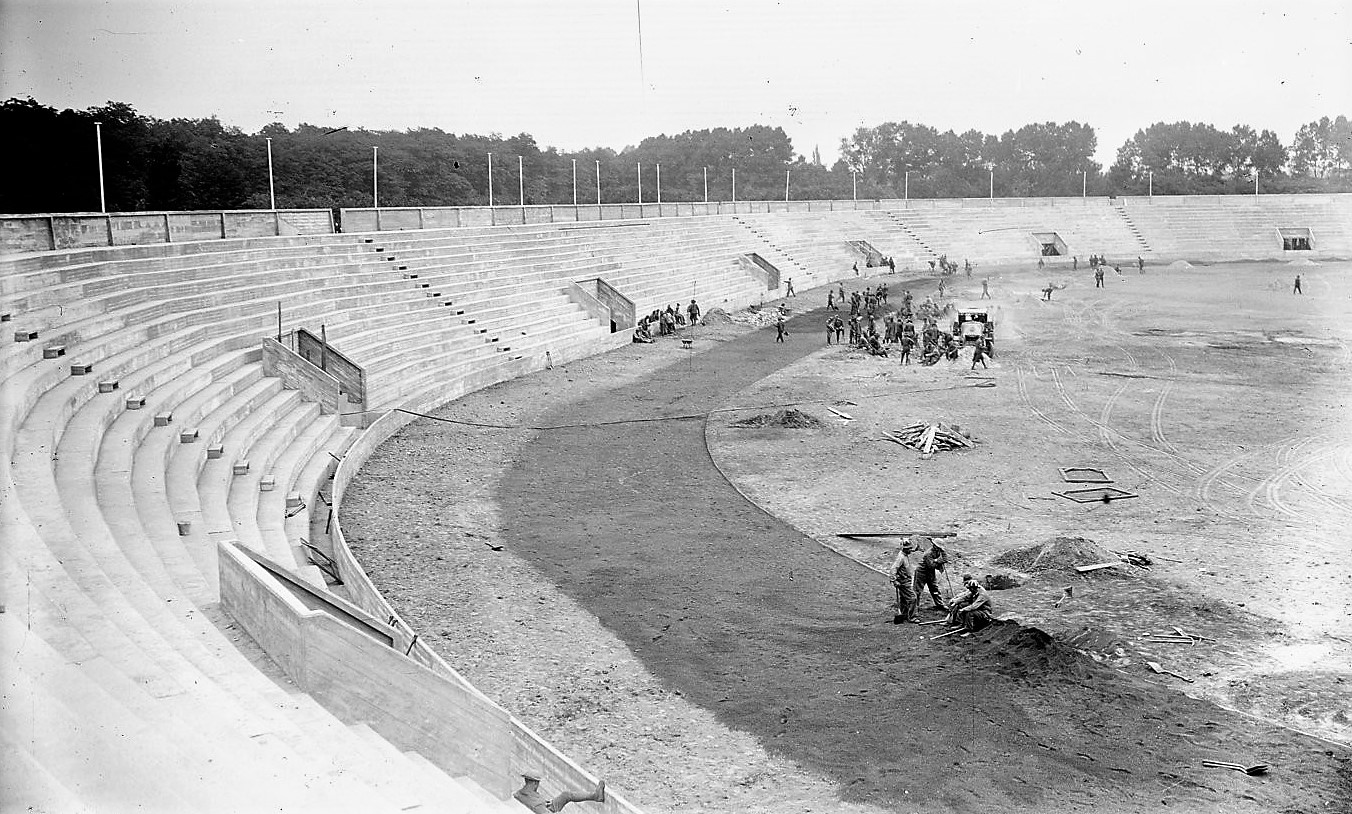
Letzte Bauarbeiten kurz vor der Eröffnung
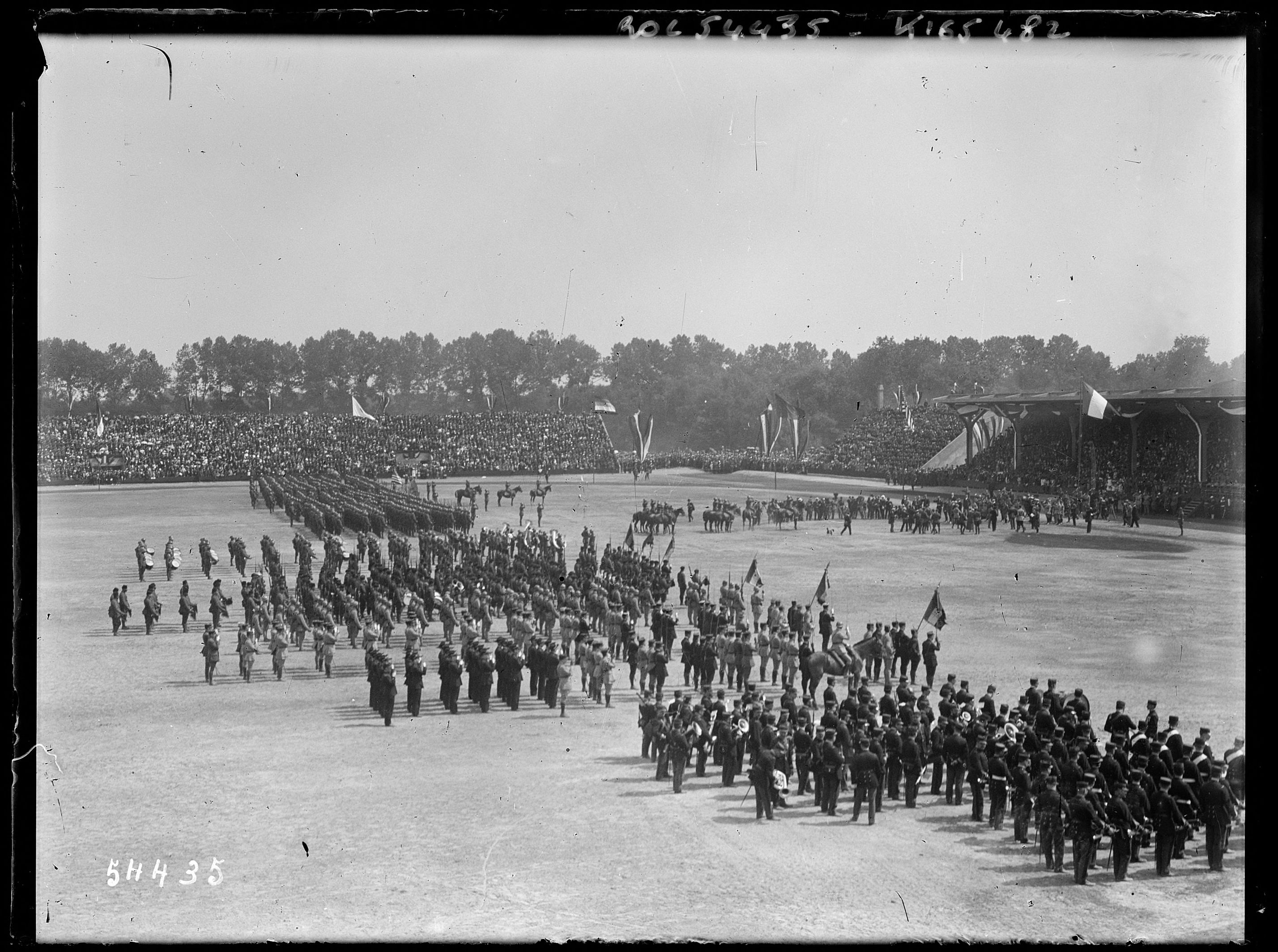
Eröffnungsfeier am 22. Juni 1919
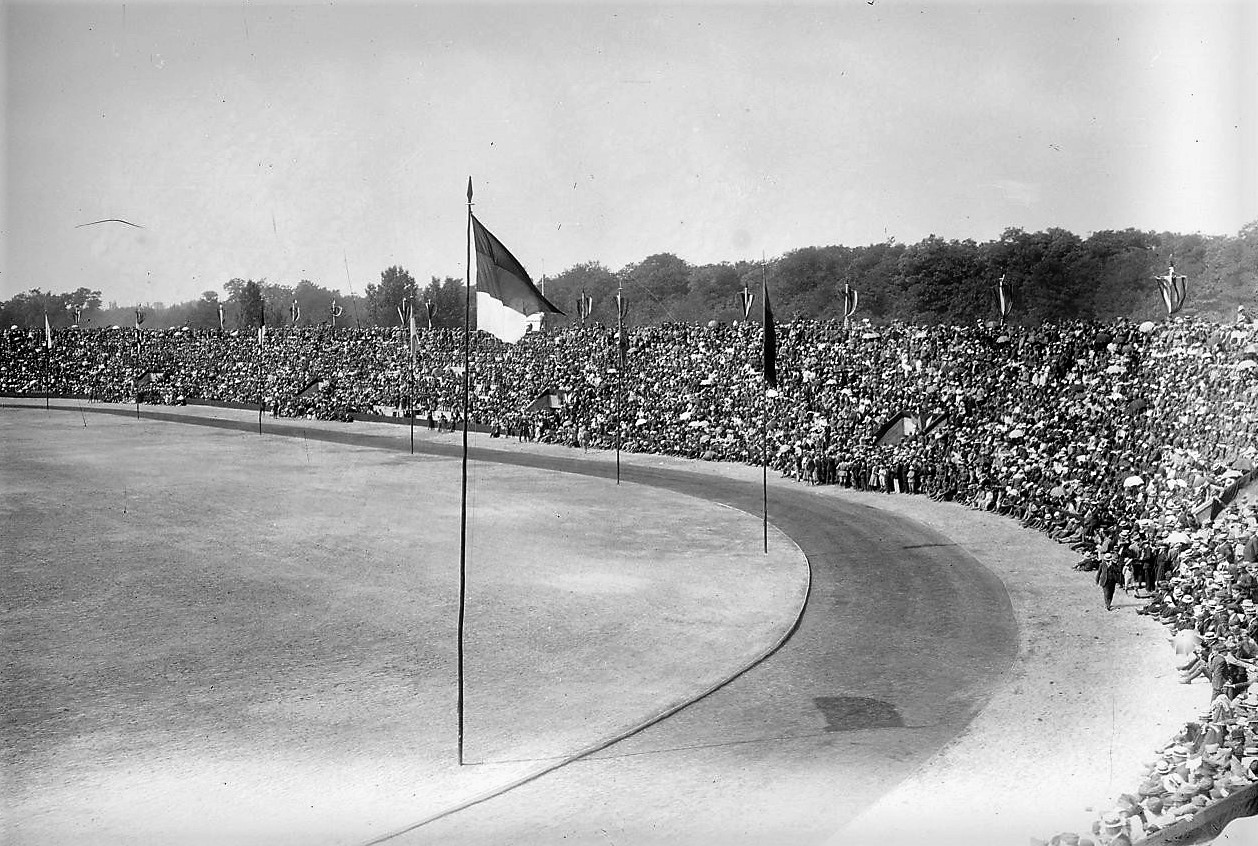
Volle Südtribüne 1919
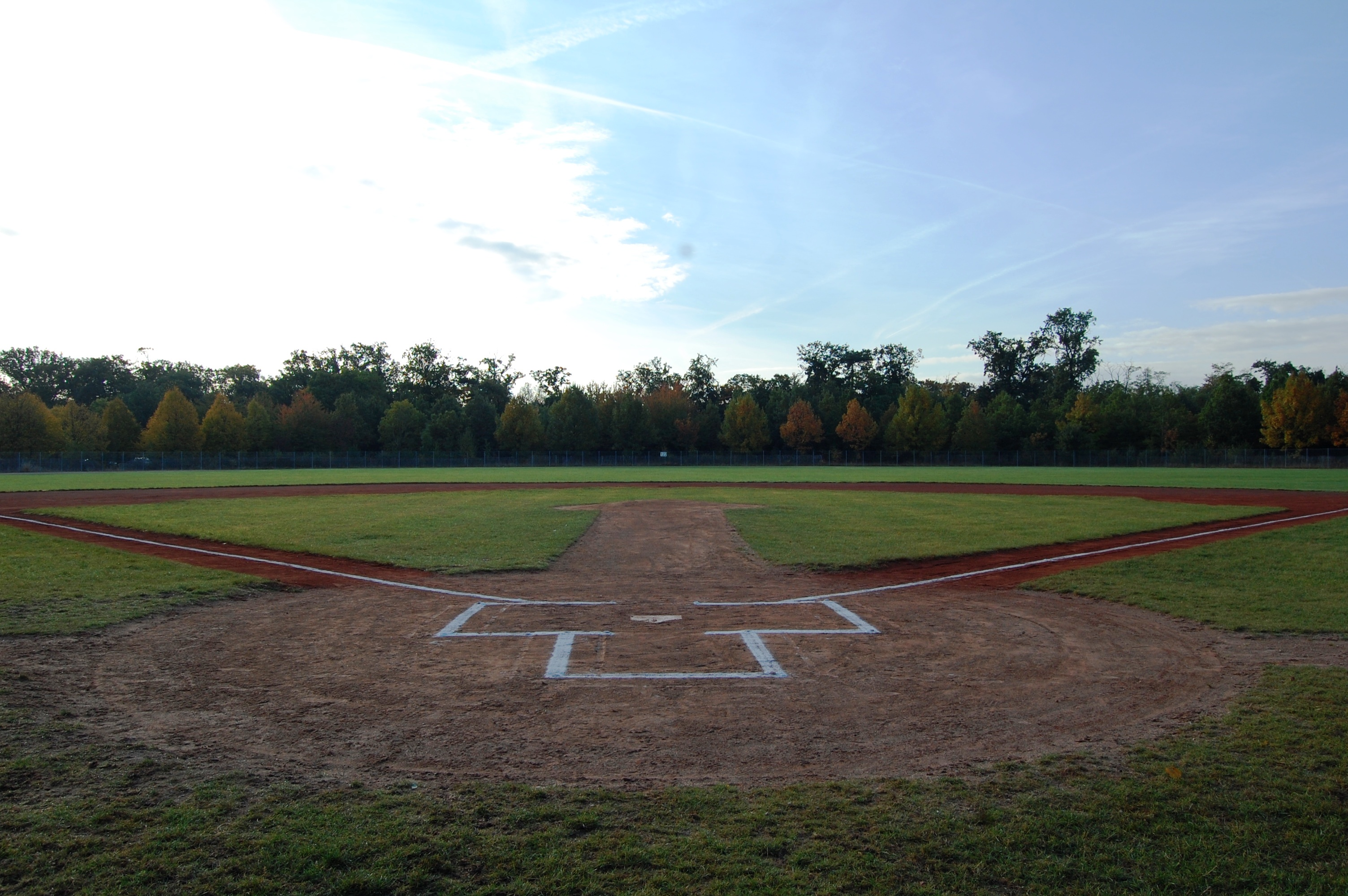
Das Stadiongelände heute